# Pachyneuron gibbiscuta
Pachyneuron gibbiscuta is een vliesvleugelig insect uit de familie Pteromalidae. De wetenschappelijke naam is voor het eerst geldig gepubliceerd in 1878 door Thomson.